# Большая башня
«Большая башня» (итал. La grande torre) — картина итальянского художника Джорджо де Кирико, написанная в 1921 году.
Эта картина является повторением большей по формату композиции «Ностальгия по вечности», написанной художником в 1913 году. В ней, как и во многих других своих работах, де Кирико вводит зрителя в метафизический мир образов и символов. На картине изображена высокая башня, которая стоит на большом песчаном бархане, высвеченном вечерним солнцем. За башней — степной пейзаж: оранжево-коричневые барханы, небольшие дома, похожие на сараи, редкая растительность. На переднем плане изображены два человека, маленькие и ничтожные в сравнении с башней. Надо всем этим простирается тяжёлое и гнетущее небо, цвет которого плавно переходит от жёлто-зелёного у горизонта к тёмно-синему над верхушкой башни. Пейзаж на картине сиюминутный, создающий ощущение остановившегося времени, характерное для работ метафизиков.
В 1992 году картина была приобретена Министерством Культуры РФ для Центра современного искусства, который передал её в дар Пушкинскому музею в честь его 80-летия.